# Malligenahalli, Bhadravati
Malligenahalli là một làng thuộc tehsil Bhadravati, huyện Shimoga, bang Karnataka, Ấn Độ.